# Золотая корзина
Золотая корзина — премия РФБ за достижения в области российского баскетбола. Вручалась ежегодно с 2004 по 2009 годы.

## Правила присвоения
Победители во всех номинациях (кроме номинации «За вклад в развитие российского баскетбола») определялись путём голосования представителей мужских и женских клубов чемпионата России. При этом учитывались достижения игроков и тренеров за календарный год.

## Лауреаты премии
| Год                                        | 2004                                      | 2005                                      | 2006                                     | 2007                                      | 2008                                        | 2009                                          |
| ------------------------------------------ | ----------------------------------------- | ----------------------------------------- | ---------------------------------------- | ----------------------------------------- | ------------------------------------------- | --------------------------------------------- |
| Лучший российский баскетболист             | Андрей Кириленко («Юта Джаз», сб. России) | Андрей Кириленко («Юта Джаз», сб. России) | Александр Петренко («Химки») — посмертно | Андрей Кириленко («Юта Джаз», сб. России) | Андрей Кириленко («Юта Джаз», сб. России)   | Виктор Хряпа (ЦСКА, сб. России)               |
| Лучшая российская баскетболистка           | Илона Корстин (ВБМ-СГАУ)                  | Мария Степанова (ВБМ-СГАУ, сб. России)    | Мария Степанова (ВБМ-СГАУ, сб. России)   | Мария Степанова (ВБМ-СГАУ, сб. России)    | Татьяна Щёголева («Спартак» МО, сб. России) | Светлана Абросимова (УГМК, сб. России)        |
| Лучший легионер мужской Суперлиги          | Маркус Браун (ЦСКА)                       | Теодорос Папалукас (ЦСКА)                 | Теодорос Папалукас (ЦСКА)                | Теодорос Папалукас (ЦСКА)                 | Траджан Лэнгдон (ЦСКА)                      | Рамунас Шишкаускас (ЦСКА)                     |
| Лучший легионер женской Суперлиги          | —                                         | Иоланда Гриффит (УГМК)                    | Амайя Вальдеморо (ВБМ-СГАУ)              | Дайана Таурази («Спартак» МО)             | Дайана Таурази («Спартак» МО)               | Дайана Таурази («Спарта & К»)                 |
| Лучший молодой баскетболист России         | Дмитрий Соколов («Локомотив» Р)           | Виталий Фридзон («Химки»)                 | Никита Курбанов (ЦСКА)                   | Андрей Воронцевич (ЦСКА)                  | Алексей Швед (ЦСКА)                         | Дмитрий Хвостов («Динамо» М)                  |
| Лучшая молодая баскетболистка России       | Марина Карпунина («Спартак» МО)           | Марина Кузина («Надежда»)                 | Елена Данилочкина («Динамо» МО)          | Наталья Виеру («Динамо» К/«Спартак» МО)   | Наталья Виеру («Спартак» МО)                | Наталья Виеру («Спарта & К»)                  |
| Лучший российский тренер мужской команды   | Станислав Ерёмин (УНИКС)                  | Станислав Ерёмин (УНИКС)                  | Станислав Ерёмин (УНИКС)                 | Станислав Ерёмин («Триумф»)               | Евгений Пашутин («Спартак» СПб, сб. России) | Евгений Пашутин («Спартак» СПб/ЦСКА)          |
| Лучший российский тренер женской команды   | Вадим Капранов (сборная России)           | Игорь Грудин (ВБМ-СГАУ, сб. России)       | Игорь Грудин (ВБМ-СГАУ, сб. России)      | Игорь Грудин (ЦСКА, сб. России)           | Игорь Грудин (ЦСКА, сб. России)             | Борис Соколовский (студенческая сб. России §) |
| Лучший клубный тренер российской Суперлиги | Душан Ивкович (ЦСКА)                      | Дэвид Блатт («Динамо» СПб)                | Этторе Мессина (ЦСКА)                    | Этторе Мессина (ЦСКА)                     | Этторе Мессина (ЦСКА)                       | Этторе Мессина (ЦСКА)                         |
| За вклад в развитие российского баскетбола | Александр Гомельский                      | Евгений Богачёв (президент БК УНИКС)      | Борис Громов                             | Владимир Кондрашин (посмертно)            | Евгений Гомельский                          | Давид Берлин (гендиректор ЖБК «Спартак»)      |
| Лучший менеджмент                          | ПБК ЦСКА                                  | РФБ и др.                                 | ПБК ЦСКА                                 | РФБ, мужская сборная России               | ПБК ЦСКА                                    | ПБК ЦСКА                                      |
| СМИ, лучше всего освещающее баскетбол      | телеканал «Спорт»                         | телеканал «Спорт»                         | телеканал «Спорт»                        | телеканал «Спорт»                         | телеканал «Спорт»                           | телеканал «Спорт»                             |